# 厄德兰
厄德兰（德語：Oederan，發音：[ˈøːdəʁaːn] ⓘ）是德国萨克森州中萨克森县的城市，面积77.33平方千米，2023年12月31日人口为7,706人。